# Pfarrkirche Kufstein-Sparchen

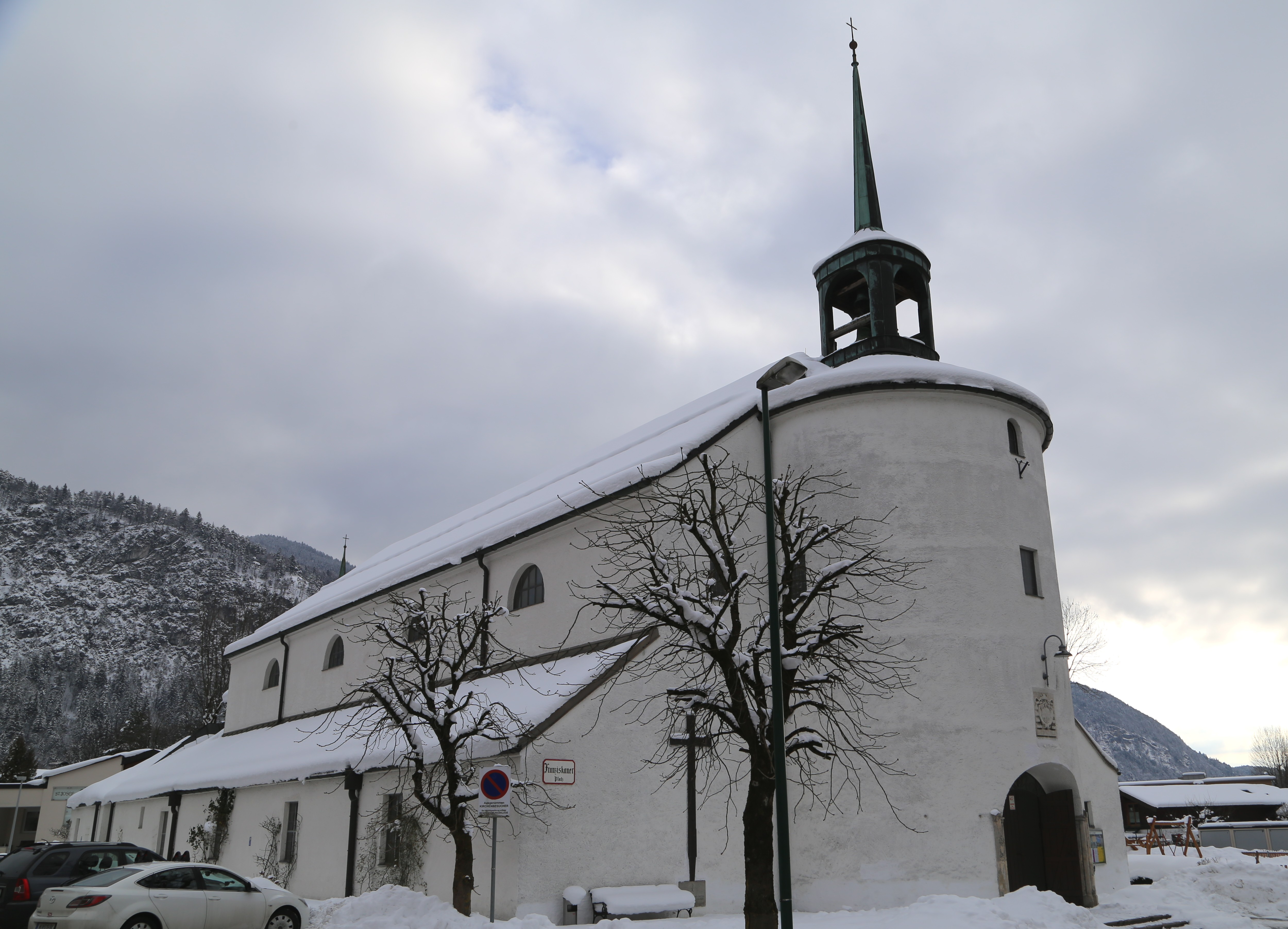
Kath. Pfarrkirche hl. Josef in Kufstein

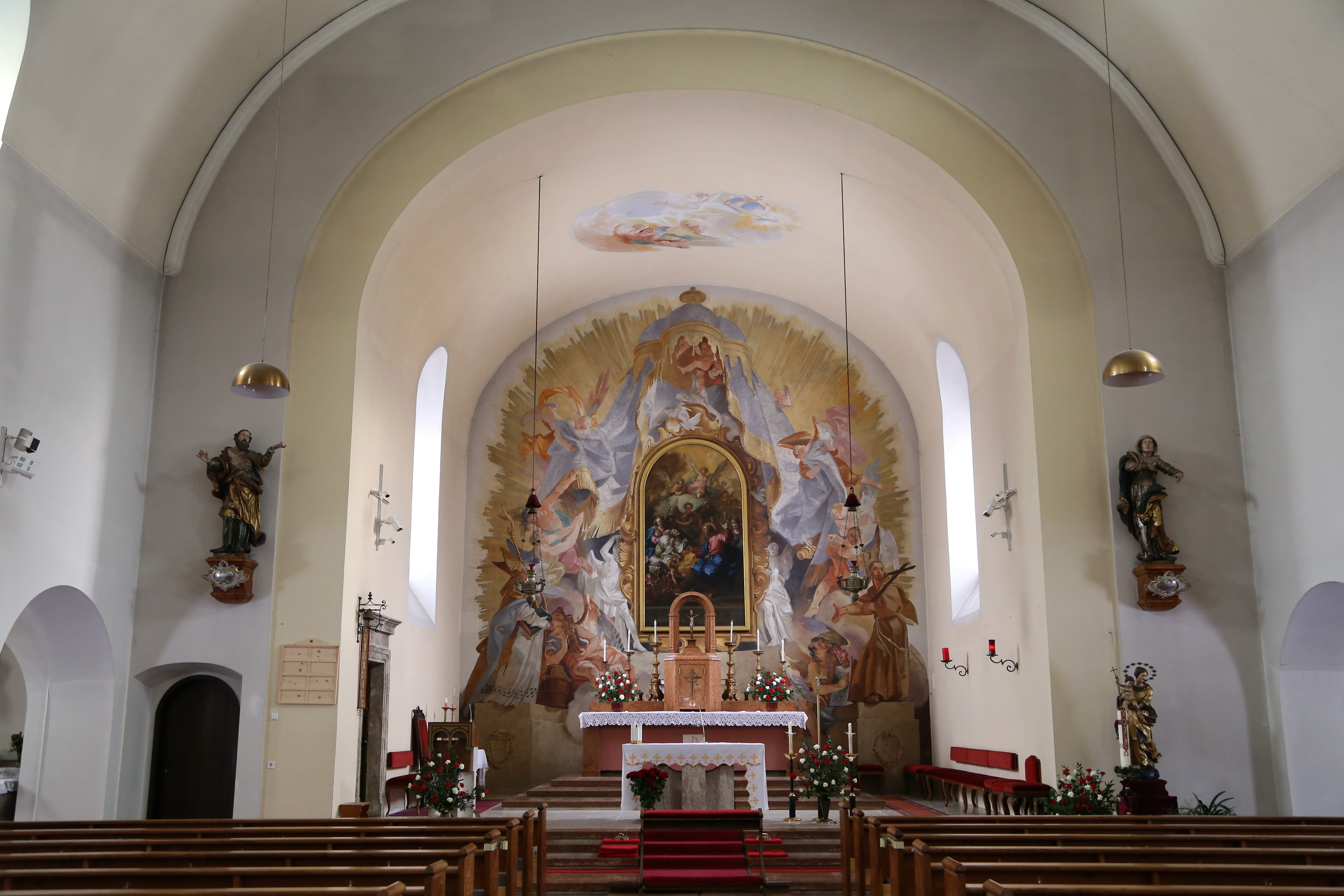
Innenansicht

Die römisch-katholische Pfarrkirche Kufstein-Sparchen steht im Stadtteil Sparchen der Gemeinde Kufstein im Bezirk Kufstein in Tirol. Sie ist dem heiligen Josef von Nazaret geweiht und gehört zum Dekanat Kufstein in der Erzdiözese Salzburg. Das Bauwerk steht unter Denkmalschutz (Listeneintrag).

## Geschichte
Die Kirche wurde in den Jahren 1953 und 1954 nach Plänen des Salzburger Architekten Otto Prossinger errichtet.

## Kirchenbau
Kirchenäußeres
Die Kirche ist ein basilikaler Bau mit halbrunder Eingangshalle und gerade schließendem Chor.
Kircheninneres
An der Chorrückwand hängt ein barockes Leinwandbild, das den „Tod des heiligen Josefs“ darstellt. Es wurde 1737 von Franz Sebald Unterberger gemalt und ist von einem illusionistischen Wandgemälde von Wolfram Köberl aus dem Jahr 1954 umrahmt.

## Ausstattung
Die barocken Konsol-Statuen stellen den heiligen Joachim und die heilige Anna dar und wurden im dritten Viertel des 18. Jahrhunderts geschaffen. Die Immaculata-Statue stammt aus der ersten Hälfte des 18. Jahrhunderts. Die Kreuzwegbilder sind spätbarock.